# Conferência Sul da Liga Nacional de Futebol Americano de 2017
A Conferência Sul é uma das quatro conferências da Liga Nacional de Futebol Americano de 2017. A conferência possui dez times divididos em dois grupos: E e F. Classificam-se os dois melhores colocados de cada grupo para a fase Wild Card com o melhor classificado enfrentado o segundo colocado do outro grupo. Os dois vencedores se enfrenta nas quartas de final, garantindo ao vencedor o título da conferência, garante vaga no Brasil Futebol Americano de 2018 e classifica-se às semifinais para enfrentar um representante da Conferência Sudeste.

## Classificação
Classificados para os Playoffs estão marcados em verde.
Grupo E
| Pos | Times                      | V | E | D | PCT   | PF  | PS  | SP   |
| --- | -------------------------- | - | - | - | ----- | --- | --- | ---- |
| 1   | Jaraguá Breakers           | 4 | 0 | 0 | 1.000 | 125 | 17  | 108  |
| 2   | Maringá Pyros              | 3 | 0 | 1 | .750  | 114 | 20  | 94   |
| 3   | Foz do Iguaçu Black Sharks | 2 | 0 | 2 | .500  | 51  | 104 | -53  |
| 4   | Joinville Gladiators       | 1 | 0 | 3 | .250  | 52  | 70  | -18  |
| 5   | Curitiba Lions             | 0 | 0 | 4 | .000  | 12  | 143 | -131 |

Grupo F
| Pos | Times                  | V | E | D | PCT   | PF  | PS  | SP   |
| --- | ---------------------- | - | - | - | ----- | --- | --- | ---- |
| 1   | Gaspar Black Hawks     | 4 | 0 | 0 | 1.000 | 188 | 20  | 168  |
| 2   | Bento Gonçalves Snakes | 3 | 0 | 1 | .750  | 118 | 72  | 46   |
| 3   | Criciúma Miners        | 2 | 0 | 2 | .500  | 139 | 81  | 58   |
| 4   | Porto Alegre Gorillas  | 1 | 0 | 3 | .250  | 92  | 84  | 8    |
| 5   | São Leopoldo Mustangs  | 0 | 0 | 4 | .000  | 0   | 280 | -280 |

### Resultados
Primeira Rodada
| 15 de julho 13:30 UTC -3 | Relatório | Porto Alegre Gorillas | 19–20 | Criciúma Miners |  | Estádio do Grêmio Esportivo Nacional, São Leopoldo-RS |  |

| 15 de julho 15:00 UTC -3 | Relatório | Gaspar Black Hawks | 34–07 | Bento Gonçalves Snakes |  | Estádio Carlos Barbosa Fontes, Gaspar-SC |  |

| 15 de julho 16:00 UTC -3 | Relatório | Foz do Iguaçu Black Sharks | 19–15 | Joinville Gladiators |  | Estádio do ABC, Foz do Iguaçu-PR |  |

| 16 de julho 14:00 UTC -3 | Relatório | Jaraguá Breakers | 07–00 | Maringá Pyros |  | Sociedade Esportiva e Recreativa Menegotti, Jaraguá do Sul-SC |  |

Segunda Rodada
| 29 de julho 16:00 UTC -3 |  | Foz do Iguaçu Black Sharks | 10–37 | Jaraguá Breakers |  | Estádio do ABC, Foz do Iguaçu-PR |  |

| 30 de julho 13:00 UTC -3 | Relatório | São Leopoldo Mustangs | 00–82 | Gaspar Black Hawks |  | Estádio do Grêmio Esportivo Nacional, São Leopoldo-RS |  |

| 30 de julho 14:00 UTC -3 |  | Curitiba Lions | 06–23 | Joinville Gladiators |  | Complexo Esportivo Brown Spiders, Curitiba-PR |  |

| 30 de julho 14:00 UTC -3 |  | Bento Gonçalves Snakes | 24–23 | Porto Alegre Gorillas |  | Estádio da Montanha, Bento Gonçalves-RS |  |

Terceira Rodada
| 13 de agosto 14:00 UTC -3 | Relatório | Maringá Pyros | 47–00 | Curitiba Lions |  | Estádio Willie Davids, Maringá-PR |  |

| 20 de agosto 13:00 UTC -3 |  | Gaspar Black Hawks | 40–00 | Porto Alegre Gorillas |  | Estádio Carlos Barbosa Fontes, Gaspar-SC |  |

| 20 de agosto 14:00 UTC -3 |  | Criciúma Miners | 91–00 | São Leopoldo Mustangs |  | Estádio Rui Barbosa, Morro da Fumaça-SC |  |

| 20 de agosto 14:30 UTC -3 | Relatório | Joinville Gladiators | 07–24 | Jaraguá Breakers |  | Grêmio Whirlpool, Joinville-SC |  |

Quarta Rodada
| 3 de setembro 14:00 UTC -3 |  | Criciúma Miners | 13–32 | Gaspar Black Hawks |  | Estádio Rui Barbosa, Morro da Fumaça-SC |  |

| 3 de setembro 14:00 UTC -3 | Relatório | Joinville Gladiators | 07–21 | Maringá Pyros |  | Grêmio Whirlpool, Joinville-SC |  |

| 3 de setembro 14:00 UTC -3 | Relatório | São Leopoldo Mustangs | 00–57 | Bento Gonçalves Snakes |  | Estádio da Montanha, Bento Gonçalves-RS |  |

| 9 de setembro 14:00 UTC -3 |  | Curitiba Lions | 06–16 | Foz do Iguaçu Black Sharks |  | Complexo Esportivo Brown Spiders, Curitiba-PR |  |

Quinta Rodada
| 17 de setembro 14:00 UTC -3 |  | Maringá Pyros | 46–06 | Foz do Iguaçu Black Sharks |  | Estádio Willie Davids, Maringá-PR |  |

| 24 de setembro 14:30 UTC -3 | Relatório | Jaraguá Breakers | 57–00 | Curitiba Lions |  | Estádio João Marcatto, Jaraguá do Sul-SC |  |

| 1 de outubro 14:00 UTC -3 | Relatório | Bento Gonçalves Snakes | 30–15 | Criciúma Miners |  | Estádio da Montanha, Bento Gonçalves-RS |  |

| 8 de outubro |  | Porto Alegre Gorillas | 50–00 | São Leopoldo Mustangs |  | Estádio do Grêmio Esportivo Nacional, São Leopoldo-RS |  |